# Philippe Morillon
Philippe Morillon (ur. 24 października 1935 w Casablance) – francuski wojskowy, generał armii, w latach 1999–2009 eurodeputowany. Odznaczony Legią Honorową II klasy.

## Życiorys
Absolwent akademii wojskowej École Spéciale Militaire de Saint-Cyr. Przez około 40 lat służył we francuskiej armii, m.in. w Algierii i Niemczech. W latach 80. był ekspertem Zgromadzenia Narodowego, a później doradcą ministra obrony. Od października 1992 do lipca 1993 był dowódcą oddziałów UNPROFOR (sił ochronnych ONZ na terenie byłej Jugosławii) na terenie Bośni i Hercegowiny. W 1994 przed Międzynarodowym Trybunałem Karnym w Hadze złożył zeznania obciążające Slobodana Miloševicia. W połowie lat 90. dowodził siłami szybkiego reagowania. W stan spoczynku przeszedł w 1997 w stopniu generała armii (général d'armée).
W 1999 uzyskał mandat posła do Parlamentu Europejskiego V kadencji z ramienia Unii na rzecz Demokracji Francuskiej (UDF). W wyborach w 2004 z powodzeniem ubiegał się o reelekcję. W VI kadencji PE był członkiem grupy Porozumienia Liberałów i Demokratów na rzecz Europy oraz przewodniczącym Komisji Rybołówstwa. W 2007 razem z częścią działaczy UDF brał udział w założeniu Ruchu Demokratycznego.